# 德西蕾·奥帕拉诺齐耶
乌戈奇·德西蕾·奥帕拉诺齐耶（1993年12月17日—），尼日利亚女子足球运动员，司职前锋，目前效力于武汉车谷江大女子职业足球俱乐部和尼日利亚国家女子足球队。她曾代表尼日利亚参加2023年国际足联女子世界杯。